# سیارک ۱۳۷۰۱
سیارک ۱۳۷۰۱ (به انگلیسی: 13701 Roquebrune، نامگذاری:1998OR) سیزده هزار و هفتصد و یکمین سیارک کشف شده‌است که در ۲۰ ژوئیه ۱۹۹۸ کشف شد.
قدر مطلق سیارک برابر ۱۵٫۳۰ است.